# Grafenstein
Grafenstein (szlovénül Grabštanj) osztrák mezőváros Karintia Klagenfurtvidéki járásában. 2016 januárjában 2886 lakosa volt.

## Elhelyezkedése

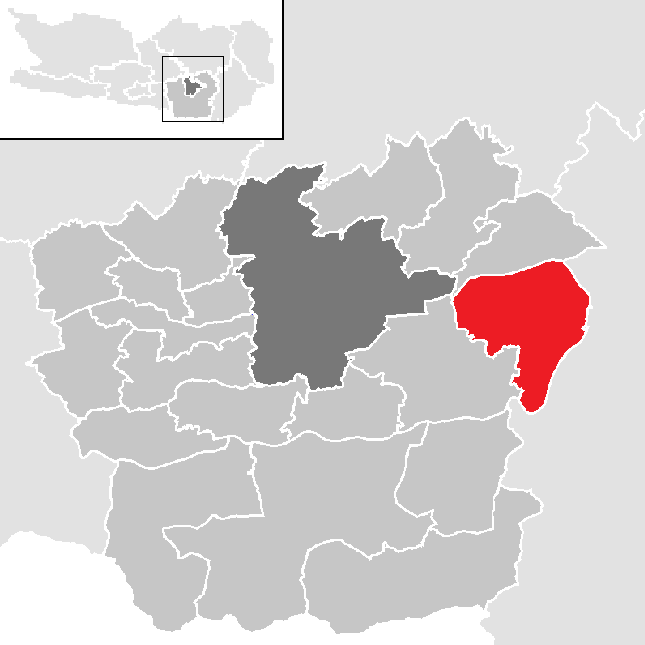
Grafenstein a Klagenfurtvidéki járásban

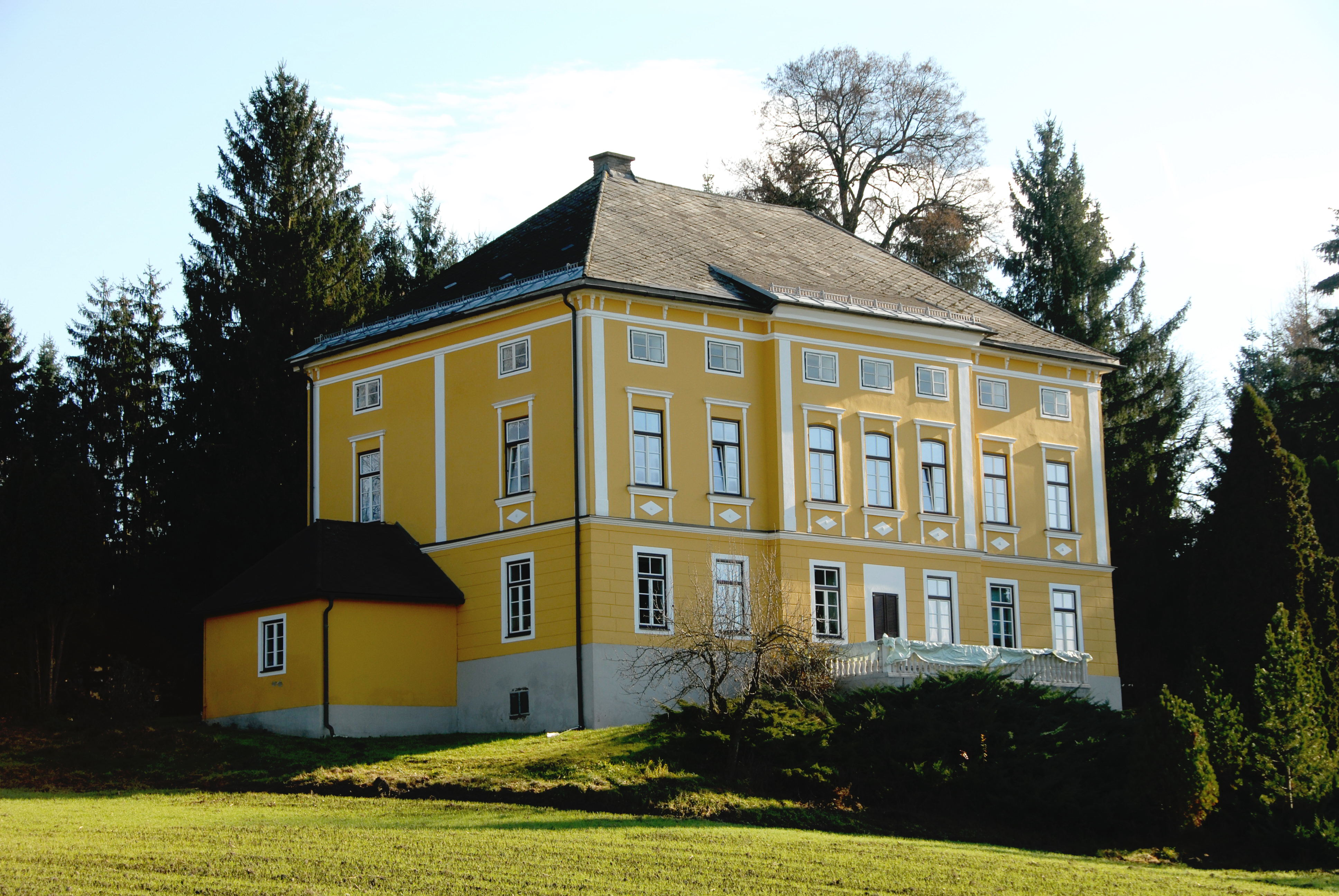
A lindi Riedenegg-kastély

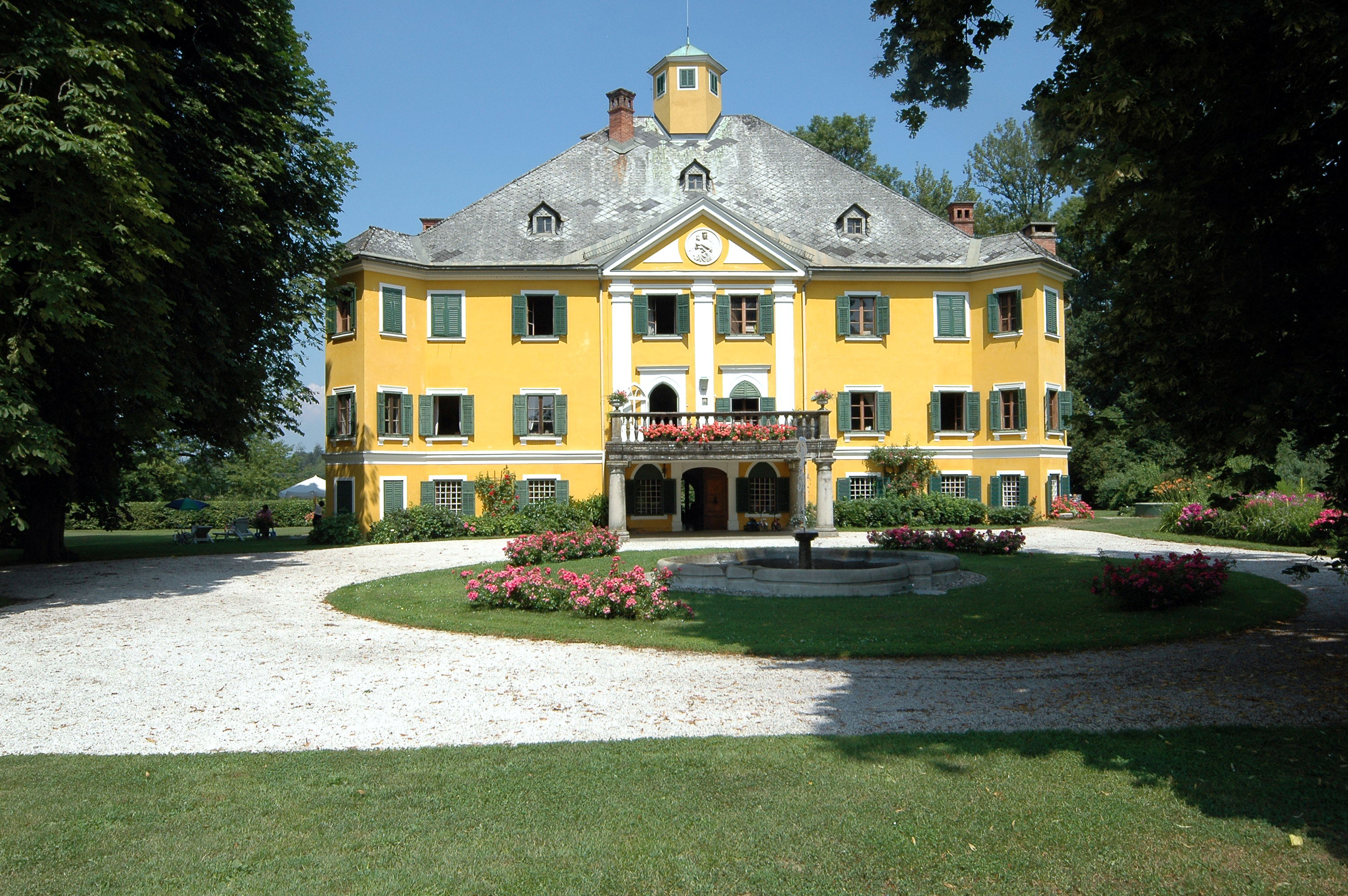
A replachi Rain-kastély

Grafenstein Karintia déli részén fekszik, a Klagenfurti-medencében, mintegy 12 km-re keletre a tartományi főváros Klagenfurttól. Az önkormányzat 31 városrészt és egyéb települést fog össze: Aich (24 lakos), Althofen (126), Dolina (112), Froschendorf (101), Grafenstein (941), Gumisch (58), Haidach (76), Hum (34), Klein Venedig (65), Lind (56), Münzendorf (26), Oberfischern (15), Oberwuchel (11), Pakein (4), Pirk (272), Replach (78), Saager (60), Sabuatach (17), Sand (18), Sankt Peter (80), Schloss Rain (57), Schulterndorf (185), Skarbin (25), Tainacherfeld (79), Thon (39), Truttendorf (109), Unterfischern (19), Unterwuchel (29), Werda (11), Wölfnitz (89), Zapfendorf (24).
A környező települések: délnyugatra Ebenthal in Kärnten, nyugatra Klagenfurt, északra Poggersdorf, északkeletre Völkermarkt, keletre Sankt Kanzian am Klopeiner See, délre Gallizien.

## Története
Grafensteint először 890-ben említik az írott források; Arnulf király megerősítette Frigyes salzburgi érsek birtokjogát "Grauindorfra". Templomát 1116-ban szentelték fel. A grafensteini várat egy 1158-as adományozási oklevélben említik először, amikor a birtok és "Gravindorf" falu cserét gazdát. A várat birtokló nemesi család a 14. században felvette a Grafenstein nevet; az ő színeik szerepelnek a város mai címerében. A vár és a hozzá tartozó birtok gyakran cserélt gazdát. Egy 1348-as földrengésben megrongálódott és állapota fokozatosan romlott. Amikor Johann Andreas von Rosenberg 1629-ben megszerezte Grafensteint, nem is javíttatta ki a romos várat, hanem inkább új kastélyt építtetett a falutól nyugatra.
A községi önkormányzat 1850-ben alakult meg. Az 1973-as közigazgatási reform során kiegészítették a felszámolt miegeri önkormányzat egy részével. 1990-ben megkapta a mezővárosi státuszt.

## Lakossága
A grafensteini önkormányzat területén 2016 januárjában 2886 fő élt, ami jelentős gyarapodást jelent a 2001-es 2602 lakoshoz képest. Akkor a helybeliek 97,1%-a volt osztrák állampolgár. 90,1% római katolikusnak, 2,8% evangélikusnak, 5,5% pedig felekezet nélkülinek vallotta magát.

## Látnivalók

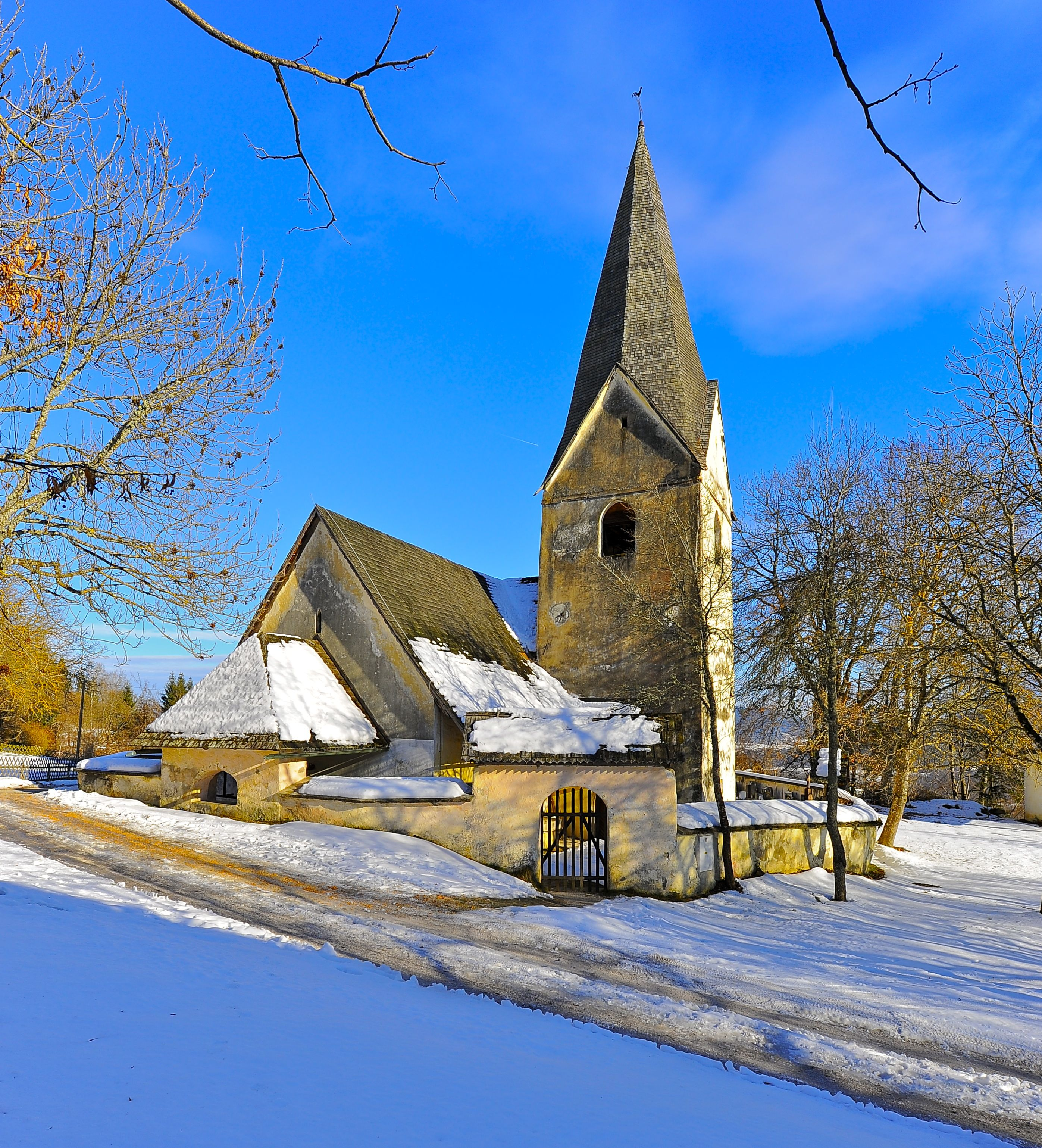
A saageri Szt. Anna-templom

- Grafenstein Szt. István-temploma
- Sankt Peter Szt. Péter-temploma
- Thon Szt. Oswald-temploma
- Saager Szt. Anna-temploma
- Altgrafenstein várának romjai
- a grafensteini kastély
- a pakeini kastély
- a lindi Riedenegg-kastély
- a saageri kastély
- a truttendorfi kastély
- a replachi Rain-kastély

## Fordítás
- Ez a szócikk részben vagy egészben  a   Grafenstein (Kärnten) című német Wikipédia-szócikk ezen változatának fordításán alapul.  Az eredeti cikk szerkesztőit annak laptörténete sorolja fel. Ez a jelzés csupán a megfogalmazás eredetét és a szerzői jogokat jelzi, nem szolgál a cikkben szereplő információk forrásmegjelöléseként.